# Colpodium parviflorum
Colpodium parviflorum là một loài thực vật có hoa trong họ Hòa thảo. Loài này được Boiss. & Buhse mô tả khoa học đầu tiên năm 1859.